# Bibliomanti
Bibliomanti (af græsk: biblion, "bog", og græsk: manteia, "spådom") er brugen af bøger i spådom ved at slår op på tilfældige sider i bøgerne, især Bibelen. 

## Web Kilder
- Bibliomanti i Nordisk familjebok (2. udgave, 1905)

| Religion | Spire Denne religionsartikel er en spire som bør udbygges. Du er velkommen til at hjælpe Wikipedia ved at udvide den. |